# الداد رگب
الداد رگب (به عبری: אלדד רגב) (زادهٔ ۱۶ اوت ۱۹۸۰ میلادی در کریات موتزکین، اسرائیل) سرباز وظیفهٔ نیروهای دفاعی اسرائیل بود که در تاریخ ۱۲ ژوئیهٔ ۲۰۰۶ میلادی، در پی عملیات چریکی حزب‌الله لبنان موسوم به «وعدهٔ راستین» در خط مرزی اسرائیل با لبنان به همراه اهود گولدواسر ربوده شد و به خاک لبنان منتقل شد. این حادثه منجر به جنگ اسرائیل و لبنان در سال ۲۰۰۶ میلادی گردید.

## تبادل جسدها
اهود اولمرت نخست‌وزیر وقت، در روز ۲۹ ژوئن ۲۰۰۸ میلادی در جلسهٔ کابینهٔ اسرائیل، به طور قطعی اعلام داشت که: «الداد رگب و اهود گولدواسر، زنده نیستند. با این همه اسرائیل حاضر است برای بازپس گرفتن پیکرهای آنان بهای گزافی بپردازد».
برخی جناح‌های سیاسی در اسرائیل، معاوضهٔ جسدهای دو سرباز کشته‌شده را با ۵ زندانی زندهٔ عضو حزب‌الله لبنان و سازمان آزادی بخش فلسطین را کاری نادرست تلقی می‌کردند، ولی فشار خانواده‌های این دو سرباز و همچنین خانوادهٔ گیلعاد شلیط (سرباز ربوده شده به دست حماس در غزه) و موج همبستگی مردمی با این سه خانواده، سرانجام کابینهٔ اسرائیل را ناچار ساخت تا این معامله و مبادله را دو سال پس از پایان جنگ، تصویب و تأیید کند.
نهایتاً در تاریخ ۱۶ ژوئیهٔ ۲۰۰۸ میلادی (۲۶ تیر ۱۳۸۷ ه‍.ش)، جسد الداد رگب و اهود گولدواسر با پنج زندانی زندهٔ لبنانی از جمله یک شبه‌نظامی عضو سازمان آزادی بخش فلسطین به نام سمیر قنطار که به اتهام قتل یک خانوادهٔ اسرائیلی به زندان ابد محکوم شده بود، به‌علاوهٔ جسدهای ۱۹۹ نفر از جنگجویان فلسطینی و لبنانی معاوضه شد.
سمیر قنطار چند سال پس از آزادی در حمله‌ای از سوی اسرائیل در سال ۲۰۱۵ کشته شد.